# Quá trình Poisson

Mô tả trực quan về quá trình Poisson bắt đầu từ 0, trong đó các gia số xảy ra liên tục và không phụ thuộc với tỷ lệ λ.

Một quá trình Poisson, đặt theo tên nhà toán học người Pháp Siméon-Denis Poisson (1781 - 1840), là một quá trình ngẫu nhiên được định nghĩa theo sự xuất hiện của các biến cố. 
Một quá trình ngẫu nhiên N(t) là một quá trình Poisson (thời gian-thuần nhất, một chiều) nếu:
- {\displaystyle N(0)=0}
- Số các biến cố xảy ra trong hai khoảng con không giao nhau là các biến ngẫu nhiên độc lập.
- Xác suất của số biến cố trong một khoảng con {\displaystyle [t,t+\tau ]} nào đó được cho bởi công thức

{\displaystyle P[(N(t+\tau )-N(t))=k]={\frac {e^{-\lambda \tau }(\lambda \tau )^{k}}{k!}}\qquad k=0,1,\ldots }
trong đó số λ dương là một tham số cố định, được gọi là tham số tỉ lệ (rate parameter). Có nghĩa là, biến ngẫu nhiên {\displaystyle N(t+\tau )-N(t)} mô tả số lần xuất hiện trong khoảng thời gian {\displaystyle [t,t+\tau ]} tuân theo một phân bố Poisson với tham số {\displaystyle \lambda \tau }.
Tổng quát hơn, một quá trình Poisson là một quá trình gán cho mỗi khoảng thời gian bị chặn hay mỗi vùng bị chặn trong một không gian nào đó (chẳng hạn, một mặt phẳng Euclid hay một không gian Euclid 3 chiều) một số ngẫu nhiên các biến cố, sao cho:
- Các số lượng biến cố trong các khoảng thời gian (hay vùng không gian) không giao nhau là các biến ngẫu nhiên độc lập; và
- Số biến cố trong mỗi khoảng thời gian hay vùng không gian là một biến ngẫu nhiên với phân bố Poisson

Quá trình Poisson là một trong các quá trình Lévy nổi tiếng. Các quá trình Poisson thời gian thuần nhất (time-homogeneous) còn là các ví dụ của các quá trình Markov thời gian liên tục thời gian thuần nhất. Một quá trình Poisson một chiều thời gian thuần nhất là một quá trình sinh sản thuần túy (pure-birth process) - ví dụ đơn giản nhất về một quá trình sinh-tử (birth-death process)

## Các ví dụ
- Số cuộc điện thoại tới tổng đài trong một khoảng thời gian xác định có thể có một phân bố Poisson, và số cuộc điện thoại tới trong các khoảng thời gian không giao nhau có thể độc lập thống kê với nhau. Đây là một quá trình Poisson một chiều. Trong các mô hình đơn giản, ta có thể giả thiết một tỉ lệ trung bình là hằng số, ví dụ λ = 12,3 cuộc gọi mỗi phút. Trong trường hợp đó, giá trị kỳ vọng của số cuộc gọi trong một khoảng thời gian bất kỳ là tỉ lệ nhân với khoảng thời gian, λt. Trong các bài toán thực tế hơn và phức tạp hơn, người ta sử dụng một hàm tỉ lệ không phải là hằng số: λ(t). Khi đó, giá trị kỳ vọng của số cuộc điện thoại trong khoảng giữa thời điểm a và thời điểm b là

{\displaystyle \int _{a}^{b}\lambda (t)\,dt.}
- Số hạt photon đập vào máy phát hiện photon trong một khoảng thời gian xác định có thể tuân theo một phân bố Poisson.
- Số quả bom rơi xuống một khu vực xác định tại London trong những ngày đầu của Đại chiến Thế giới lần thứ II có thể là một biến ngẫu nhiên với phân bố Poisson, và số bom rơi xuống hai khu vực không giao nhau của thành phố có thể độc lập thống kê. Số quả bom rơi xuống một khu vực A là một quá trình Poisson hai chiều trên không gian xác định bởi khu vực A.
- Các nhà thiên văn học có thể coi số vì sao trong một thể tích vũ trụ cho trước là một biến ngẫu nhiên với một phân bố Poisson, và coi số sao trong hai vùng không giao nhau của vũ trụ là độc lập thống kê. Số sao quan sát được trong một thể tích V nào đó là một quá trình Poisson ba chiều trên không gian xác định bởi thể tích V.

## Các quá trình Poisson một chiều
Một quá trình Poisson một chiều trên khoảng từ 0 đến ∞ (nghĩa là khi đồng hồ bắt đầu từ thời điểm 0 và là khi ta bắt đầu đếm) có thể được xem là một hàm ngẫu nhiên không giảm với giá trị nguyên N(t), hàm này đếm số lần "xuất hiện" trước thời điểm t. Cũng như mỗi biến ngẫu nhiên Poisson được đặc trưng bởi một tham số vô hướng (scalar parameter) λ, mỗi quá trình Poisson được đặc trưng bởi một hàm tỉ lệ λ(t), đó là kỳ vọng của số "lần xuất hiện" hay "biến cố" xảy ra trong mỗi đơn vị thời gian. Nếu tỉ lệ đó là hằng số, thì số N(t) biến cố xảy ra trước thời điểm t có một phân bố Poisson với giá trị kỳ vọng λt.
Cho Xt là số lần xuất hiện trước thời điểm t, Tx là thời điểm của lần xuất hiện thứ x, với x = 1, 2, 3,.... (Ta dùng ký hiệu X lớn và T lớn cho các biến ngẫu nhiên, và x nhỏ và t nhỏ cho các giá trị không ngẫu nhiên.) Biến ngẫu nhiên Xt có một phân bố xác suất rời rạc—một phân bố Poisson—và biến ngẫu nhiên Tx có một phân bố xác suất liên tục.
Rõ ràng, số lần xuất hiện trước thời điểm t nhỏ hơn x khi và chỉ khi thời gian đợi cho đến lần xuất hiện thứ x lớn hơn t. Bằng ký hiệu, biến cố [ Xt < x ] xảy ra khi và chỉ khi biến cố [ Tx > t ]. Vậy, xác suất của các biến cố này là bằng nhau:
{\displaystyle P(X_{t}<x)=P(T_{x}>t)\,}
Thực tế này cộng với kiến thức về phân bố Poisson cho phép ta tìm phân bố xác suất của các biến ngẫu nhiên liên tục này. Trong trường hợp tỷ lệ, nghĩa là kỳ vọng của số lần xuất hiện trong mỗi đơn vị thời gian, là hằng số, công việc này khá đơn giản. Cụ thể, xét thời gian đợi cho tới lần xuất hiện thứ nhất. Dễ thấy, thời gian đó lớn hơn t khi và chỉ khi số lần xuất hiện trước thời điểm t là bằng 0. Nếu tỷ lệ là λ lần xuất hiện trong mỗi đơn vị thời gian, ta có
{\displaystyle P(T_{1}>t)=P(X_{t}=0)=e^{-\lambda t}\,}
Do đó, thời gian đợi cho đến lần xuất hiện đầu tiên tuân theo một phân phối mũ. Phân phối mũ này có giá trị kỳ vọng 1/λ. Nói cách khác, nếu tỷ lệ bình quân của các lần xuất hiện là 6 lần mỗi phút chẳng hạn, thì thời gian đợi trung bình tới khi có lần xuất hiện đầu tiên là 1/6 phút. Phân phối mũ không có khả năng nhớ, nghĩa là ta có:
{\displaystyle P(T_{1}>t+s\mid T_{1}>t)=P(T_{1}>s)\,}
Công thức trên có nghĩa là xác suất có điều kiện cho việc "ta phải đợi lần xuất hiện đầu tiên thêm nhiều hơn, chẳng hạn, 10 giây nữa, biết rằng ta đã đợi 30 giây rồi mà chưa được" không khác với xác suất của việc "ta vừa mới bắt đầu đợi và ta phải đợi thêm ít nhất 10 giây nữa". Sinh viên học môn xác suất thường gặp phải nhầm lẫn đó. Thực tế rằng P(T1 > 40 | T1 > 30) = P(T1 > 10) không có nghĩa rằng các biến cố T1 > 40 và T1 > 30 là độc lập. Tóm lại, tính chất không bộ nhớ của phân bố xác suất của thời gian chờ đợi T cho đến lần xuất hiện tiếp theo có nghĩa là
{\displaystyle \mathrm {(Dung)} \ P(T_{1}>40\mid T_{1}>30)=P(T_{1}>10)\,}
Nó không có nghĩa là
{\displaystyle \mathrm {(Sai)} \ P(T_{1}>40\mid T_{1}>30)=P(T_{1}>40)\,}
(Công thức trên có nghĩa độc lập. Nhưng hai biến cố này không độc lập)
- Phân phối Poisson là một phân phối xác suất đối với biến cố rời rạc. Phân phối được sử dụng để mô hình hóa số lần xảy ra một sự kiện trong một khoảng thời gian cố định hoặc một không gian cố định.  Đặc điểm của phân phối này là tỷ lệ xảy ra các sự kiện là không đổi và độc lập với nhau trong khoảng thời gian hoặc không gian xác định.
- Phân phối Poisson có một tham số duy nhất là λ (lambda), biểu thị số lần trung bình xảy ra sự kiện trong một khoảng thời gian cố định, và k, biểu thị số lần xảy ra sự kiện trong khoảng thời gian đó.